# Guerra civile lituana (1381-1384)
La guerra civile lituana del 1381–1384 è la prima lotta di potere tra i cugini Jogaila, granduca di Lituania e futuro re di Polonia, e Vitoldo il Grande. Essa cominciò dopo che Jogaila firmò, in segreto, il trattato di Dovydiškės con l'Ordine teutonico ai danni di Kęstutis, zio di Jogaila e padre di Vitoldo. Kęstutis assunse per poco tempo il potere nel Granducato, ma fu tradito da alcuni alleati di Jogaila a Vilnius. Durante i negoziati per una tregua, Kęstutis e Vitoldo vennero arrestati e trasportati al castello di Krėva. Kęstutis morì lì una settimana dopo (si discute della complicità di Jogaila al riguardo), mentre Vitoldo riuscì a scappare e a rifugiarsi nello Stato monastico, dove chiese ausilio ai cristiani: in seguito, le loro forze congiunte saccheggiarono le terre lituane. Alla fine, i cugini si riconciliarono, dato che Jogaila aveva bisogno di stabilità interna in previsione dei negoziati con la Moscovia e il Regno di Polonia circa la possibile cristianizzazione della Lituania. Tale conflitto non pose fine alla lotta di potere in maniera definitiva; al contrario, questa proseguì durante la successiva guerra civile del 1389–1392, risoltasi con la sottoscrizione del trattato di Astrava. Dopo più un decennio di scontri, Vitoldo diventò granduca e regnò la nazione per trentotto anni.

## Contesto storico
I fratelli Algirdas e Kęstutis regnarono insieme pacificamente il Granducato di Lituania per un lungo periodo dopo aver deposto Jaunutis, altro loro consanguineo. Algirdas, l'allora granduca, trascorreva la maggior parte del suo tempo occupandosi delle province orientali della Lituania, abitate da popoli slavi di fede ortodossa. Kęstutis, in vece di Algirdas, amministrava perlopiù la sezione occidentale, dovendo preoccuparsi soprattutto della difesa contro i cavalieri teutonici, a quel tempo molto aggressivi nella loro crociata. Algirdas morì nel 1377 e consegnò il trono a Jogaila, il figlio maggiore del suo secondo matrimonio con Uliana di Tver'. Kęstutis e Vitoldo continuarono a collaborare con Jogaila anche quando il suo diritto di eredità fu messo in discussione da Andrej di Polack, primogenito di Algirdas e della sua prima moglie Maria di Vicebsk.
A preoccupare i lituani continuò ad essere l'ordine teutonico, il quale avviò una grande campagna nell'inverno del 1378, durante la quale le truppe giunsero a Brėst e fino al fiume Pryp"jat'. L'ordine livoniano saccheggiò Upytė, mentre un altro contingente minacciò la capitale Vilnius. Nell'estate del 1379, il fratello di Jogaila Skirgaila fu spedito dai tedeschi per discutere della situazione, delle possibili modalità di convertirsi al cristianesimo, e della cessazione del sostegno ad Andrej da parte dell'ordine livoniano. I dettagli della spedizione rimangono tuttavia ignoti; secondo alcune dicerie, il lituano era giunto in visita persino all'Imperatore del Sacro Romano Impero. Al di là della nebulosità delle conversazioni, le fonti solevano spesso riferire tale episodio il primo di una lunga serie di trame alle spalle di Kęstutis. Nel frattempo, Kęstutis propose di negoziare una tregua con i suoi avversari sulla base di uno scambio di prigionieri. Il 29 settembre 1379, fu firmata a Trakai una tregua decennale. Si trattò dell'ultimo trattato siglato da Kęstutis e Jogaila in maniera congiunta. Ad esso seguirono negoziati segreti durati tre giorni a Vilnius tra Jogaila e i teutonici. Alla fine, leggendo tra le righe dell'atto, si comprendeva che la pace avrebbe riguardato solo le terre cristiane nel sud, a differenza dei territori pagani di Kęstutis nella Lituania settentrionale e orientale, ancora vulnerabili ad attacchi.
Nel febbraio 1380, Jogaila, senza Kęstutis, stipulò una tregua di cinque mesi con l'ordine livoniano al fine di proteggere i suoi domini lituani e cessare il sostegno della Terra Mariana ad Andrej di Polack. Il 31 maggio 1380, Jogaila e il Gran maestro Winrich von Kniprode firmarono in segreto il trattato di Dovydiškės: le clausole del documento risultavano, nel complesso, confuse e non del tutto chiare. In base ai termini dell'accordo, Jogaila accettava di non intervenire durante gli attacchi dei cavalieri ai danni di Kęstutis e dei suoi figli. Non sarebbe stata considerata una violazione il fornire l'aiuto considerato necessario perché suo zio e i suoi cugini non s'insospettissero. Il motivo reale per cui questo accordo venne stretto non è mai stato del tutto chiaro: qualche storico attribuisce la responsabilità alla madre di Jogaila Uliana di Tver', mentre altri puntano il dito contro il suo consigliere Vaidila (morto nel 1381). Un punto di vista alternativo, forse più esauriente, tiene conto del contesto storico e si concentra sulla differenza generazionale: Kęstutis era vicino agli ottanta anni di vita ed era determinato a non accettare il cristianesimo (come era accaduto sin da quando si erano affermati i Gediminidi), mentre suo nipote era ne aveva cinquanta di meno ed era altrettanto determinato a trovare un modo per modernizzare il proprio paese e a convertirlo. Altri ancora hanno suggerito che il trattato era innanzitutto diretto contro Andrej e i suoi alleati – suo fratello Demetrio di Brjansk e il granduca di Mosca Demetrio di Russia. Jogaila, avendo assicurato il suo fronte occidentale, si alleò con l'Orda d'Oro contro la Moscovia per l'imminente battaglia di Kulikovo.

## Guerra civile

### Il golpe di Kęstutis e il contro-golpe di Jogaila

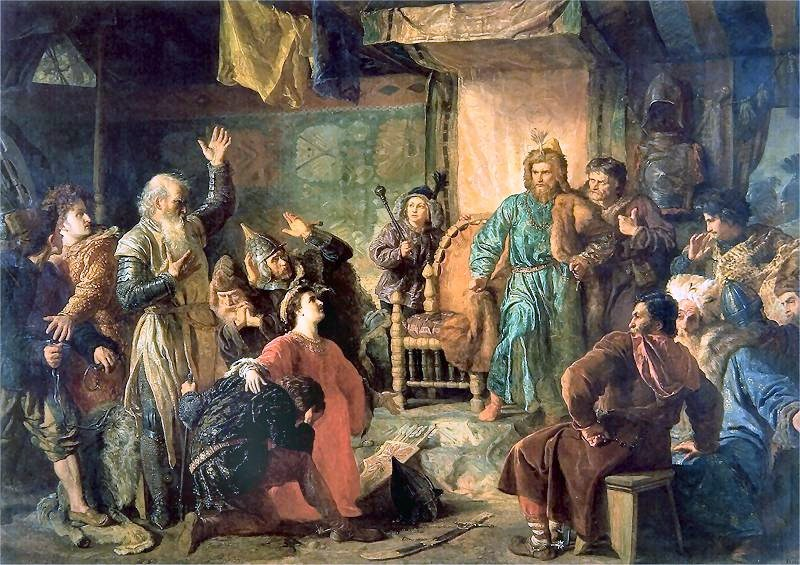
Vitoldo e Kęstutis imprigionati da Jogaila. Dipinto di Wojciech Gerson del 1873

All'inizio del 1381, senza violare il trattato di Dovydiškės, i cavalieri teutonici saccheggiarono due volte il ducato di Trakai e la Samogizia. Durante le incursioni verso Trakai, i crociati impiegarono per la prima volta nelle loro incursioni delle bombarde e distrussero con tale strumento in maniera rapida Naujapilis, facendo circa 3 000 prigionieri. Nell'agosto 1381, Kuno von Liebenstein, komtur di Osterode e padrino di Danutė di Lituania, mise Kęstutis al corrente del trattato segreto. Quando Kęstutis chiese a Vitoldo se sapesse qualcosa al riguardo, negò di esserne a conoscenza e sospettò una trappola dei teutonici. Nell'autunno 1381, Kęstutis approfittò della ribellione di Polack contro Skirgaila, uno dei fratelli di Jogaila, il quale era troppo lontano per poter sedare la rivolta e la sua assenza gettò le fondamenta per conquistare la capitale. Kęstutis divenne granduca e suo nipote Jogaila venne catturato sulla strada del ritorno: Vaidila fu giustiziato e solo dichiarandosi fedele allo zio, Jogaila venne rilasciato e gli venne restituito il patrimonio, incluse anche le città di Krėva e Vicebsk. Kęstutis riprese intanto la sua guerra di lunga data contro i cavalieri teutonici razziando la Varmia e tentando di espugnare Georgenburg (Jurbarkas).
Il 12 giugno 1382, con Kęstutis lontano a combattere un altro dei suoi nipoti, Kaributas (dopo il 1350-dopo il 1404) nella città di Novhorod-Sivers'kyj e suo figlio Vitoldo si trovava a Trakai, i residenti di Vilnius, sobillati dal mercante Hanul di Riga, (morto fra il 25 febbraio 1417 e il 12 dicembre 1418) permisero alle armate di Jogaila di entrare di soppiatto nel centro abitato. I mercanti erano infatti del tutto insoddisfatti delle politiche mercantili di Kęstutis (soprattutto con riferimento ai pesanti dazi imposti per le merci che entravano e uscivano dalla Livonia, cuore pulsante della Terra Mariana) e Jogaila colse la situazione a proprio vantaggio per riprendersi il trono e riallearsi con i cavalieri teutonici. il 6 luglio, Jogaila firmò la tregua di Bražuolė della durata di due mesi con i cavalieri teutonici e Vitoldo si ritirò da Trakai per attaccare le forze congiunte di Jogaila e dell'ordine teutonico, e la città si arrese il 20 luglio. Fu allora che Kęstutis si mosse per radunare i propri alleati in Samogizia, proprio quando in contemporanea suo figlio Vitoldo reclutava uomini a Hrodna e suo fratello minore Liubartas nel Principato di Galizia-Volinia.
Nell'agosto del 1382 le armate di Kęstutis e Jogaila si incontrarono a Trakai per un combattimento che non iniziò mai, perché entrambe le parti acconsentirono a negoziare. Kęstutis e Vitoldo si recarono nell'accampamento di Jogaila dove vennero immediatamente arrestati e spediti al castello di Krėva. I soldati reclutati dall'anziano nobile lituano fecero gradualmente ritorno alle terre d'origine. Il 15 agosto circa Kęstutis fu trovato morto nella sua cella da Skirgaila; subito dopo, si diffuse la voce che si fosse suicidato, ma è incerto se Jogaila avesse assunto un qualche ruolo o meno. Fu organizzato per lui un funerale pagano (l'ultimo nella storia del continente europeo) in grande stile e il suo corpo venne bruciato insieme ai suoi cavalli e alle sue armi a Vilnius.

### Fuga di Vitoldo
Vitoldo rimase in prigione fino all'autunno 1382. Riuscì a fuggire con l'aiuto di sua moglie Anna, che ricevette il permesso di far visita al marito. Secondo diverse fonti, Vitoldo si cambiò i vestiti con quelli di Anna o di una delle sue serve e riuscì ad uscire di nascosto. Dapprima Vitoldo cercò appoggio rivolgendosi a sua sorella Danutė e a suo marito Janusz I di Varsavia, poi si rivolse a Siemowit IV di Masovia. Non riscontrando grande appoggio, scelse infine di recarsi dagli avversari di lunga data, i cavalieri teutonici, chiedendo protezione e aiuto militare contro Jogaila. Secondo Wigand di Marburgo, Birutė, madre di Vitoldo, fu annegata a Brėst, probabilmente in risposta alla sua fuga. Morirono inoltre due parenti della madre, Vidimantas e Butrimas.
I cavalieri non accolsero Vitoldo con entusiasmo, anche in virtù del fatto che al tempo Jogaila stava negoziando con l'ordine teutonico. Il 31 ottobre 1382, vide la luce il trattato di Dubysa, il quale prevedeva diverse condizioni nei tre documenti di cui si componeva per la sua applicazione. Si trattava di una ricompensa per il loro aiuto nella sconfitta di Andrej e di Kęstutis e in esso, in primis, Jogaila giurava di battezzarsi e di convertire il Granducato di Lituania al cristianesimo; la Samogizia, regione che separava fisicamente lo Stato monastico in Prussia dalla Terra Mariana amministrata dai cavalieri di Livonia, venne ceduta all'ordine fino al fiume Dubysa dal secondo atto. Si trattò della prima volta in cui, a crociata ancora in corso, la Lituania rinunciava alla Samogizia. Il terzo atto prevedeva la costituzione di un'alleanza militare per quattro anni: entrambe le parti promisero di aiutarsi a vicenda contro eventuali attacchi esterni. Jogaila accettò inoltre di non scatenare un conflitto senza l'approvazione dell'ordine, a prescindere dal nemico in questione. Tuttavia, la ratifica del trattato venne continuamente posticipata perché tali disposizioni, come si può intuire, limitavano la sovranità di Jogaila. Una delle motivazioni per cui fu procrastinata riguardò una guerra in Masovia, cominciata da Jogaila senza consultare i cavalieri, i quali stavano cercando di porre nuovamente Vitoldo contro Jogaila. Alcuni suggerirono che Jogaila già sapesse dell'opportunità di sposare Edvige e diventare poi re della Polonia. Vi è chi sostiene che Uliana, madre di Jogaila, disapprovasse la conversione al rito cattolico in quanto lei ortodossa. Rinunciando a proseguire il periodo di stallo, l'ordine teutonico dichiarò guerra il 30 luglio.

### Riconciliazione
Nei primi giorni di settembre, i cavalieri e Vitoldo espugnarono per poco tempo il controllo di Trakai e attaccarono, senza successo, Vilnius. Il 21 ottobre 1383, a Tapiau, durante una piccola cerimonia Vitoldo fu battezzato nel rito cattolico, ricevendo il nome di Wigand (in lituano Vygandas) dal suo padrino Wigand, komtur di Ragnit. Vitoldo ricevette Nuova Marienburg, un castello sul fiume Nemunas vicino alla foce del Dubysa, dove si congiunse con i suoi parenti e i suoi seguaci, banditi dalle loro dimore da Jogaila. Tra di essi figurava un suo fratello, Tautvilas Kęstutaitis: Vitoldo tentò di assicurarsi altresì le simpatie dei samogiti. Il 30 gennaio 1384, a Königsberg, egli firmò il trattato omonimo e promise di diventare vassallo dell'ordine e di cedere loro parte della Samogizia, fino al fiume Nevėžis, inclusa Kaunas. A maggio 1384, i cavalieri iniziarono la costruzione di una nuova fortezza a Kaunas, chiamata Nuova Marienverder. Il 14 giugno 1384, Vitoldo rinnovò le sue promesse, date a gennaio a Königsberg, in questa nuova fortificazione.
Nel frattempo Jogaila, probabilmente influenzato da sua madre, ortodossa, Uliana di Tver', cercò di allearsi con il Granducato di Mosca: la donna supervisionò infatti i preparativi per maritare Sofia, figlia di Demetrio di Russia, e spingere il figlio ad accettare il battesimo nel rito ortodosso. Al fine di portare a termine questo piano, doveva riconciliarsi con Vitoldo e terminare la guerra civile. Nella primavera 1384, Jogaila gli offrì la Volinia con Luc'k, ma Vitoldo rifiutò, e pretese che gli fosse stato restituito tutto il suo patrimonio che comprendeva Trakai, allora governata da Skirgaila. A quel punto, Jogaila promise di restituire Trakai non appena Skirgaila si fosse stabilito a Polack. A luglio, Vitoldo accettò e decise di abbandonare i cavalieri teutonici, procedendo infatti in seguito a bruciare due castelli teutonici sul fiume Nemunas (Nuova Marienburg e Georgenburg). Nuova Marienverder fu assediata per sei settimane dalle forze congiunte di Jogaila e Vitoldo prima di alzare bandiera bianca. Nel corso di tali incursioni, Vitoldo catturò Marquard von Salzbach, un prigioniero rivelatosi in seguito prezioso nei contatti tra Vitoldo e i tedeschi.

## Conseguenze

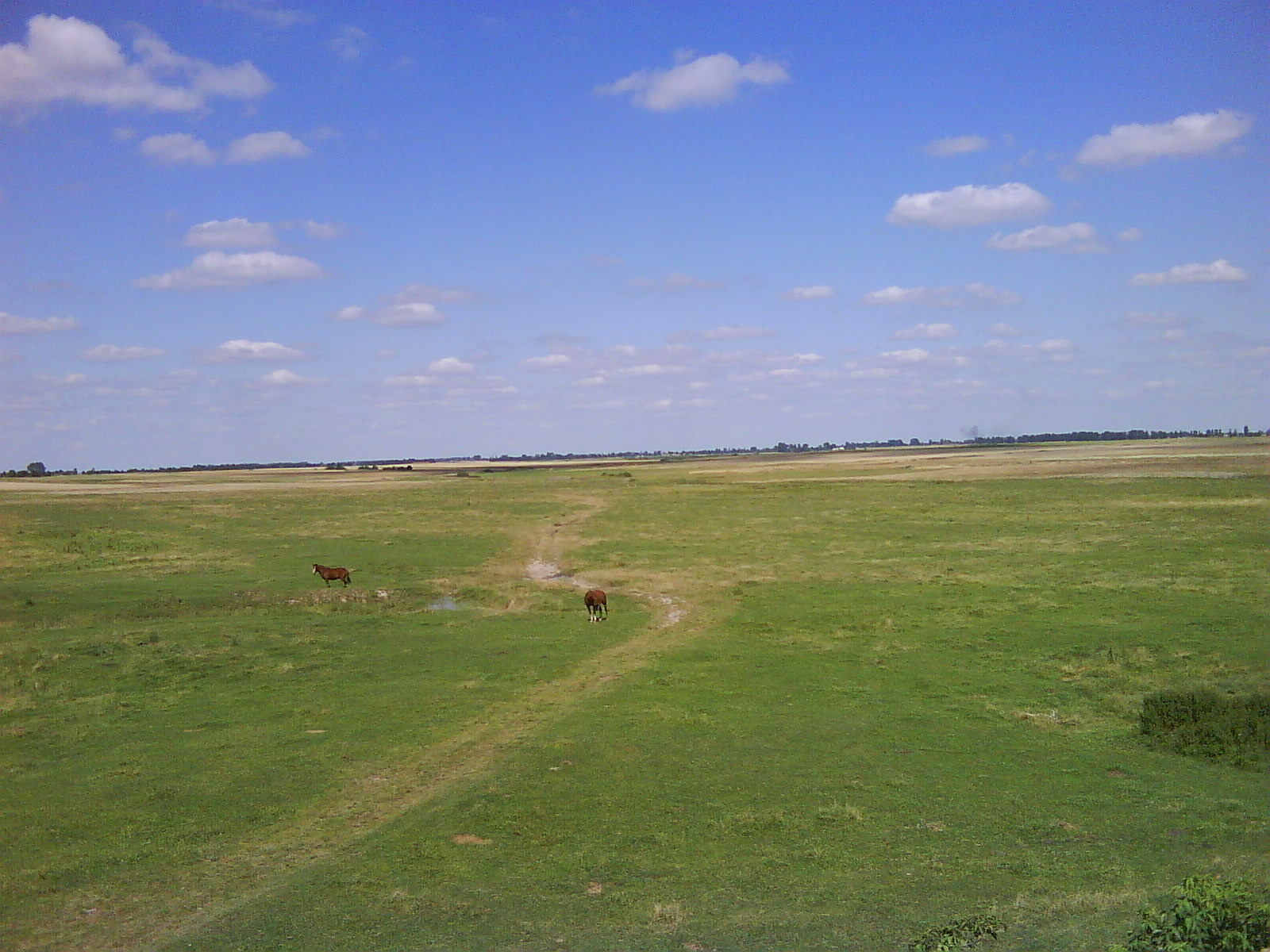
Paesaggio tipico della Volinia, una delle regioni più contese tra Polonia e Lituania

Vitoldo ritornò in Lituania senza un accordo formalmente scritto con Jogaila, ricevendo comunque Hrodna, Brėst, Podlaskie e Vaŭkavysk. Per ricevere la Volinia dopo la morte di suo zio Liubartas, Vitoldo dovette accettare la fede ortodossa. Skirgaila continuò dunque a regnare su Trakai quando Vitoldo giurò fedeltà a Jogaila: fu a quel punto che diventò uno dei suoi numerosi duchi regionali. Jogaila stava prendendo, come detto, in considerazione diverse proposte di battesimo. Avendo rifiutato di ratificare il trattato di Dubysa, si spinse subito in trattativa con Mosca, ma si trattava di un alleato pericoloso e che rischiava di inglobare la Lituania: l'ortodossia non avrebbe inoltre salvato lo stato dagli attacchi dei teutonici. Inoltre, la Moscovia aveva perso un po' del suo potere e influenza dopo l'assedio di Mosca del 1382 da parte dei mongoli. Una terza opzione gli fu presentata dalla Polonia: la Polonia stava cercando uno sposo adatto per Edvige di Polonia e un degno candidato a diventare re di Polonia. Nell'agosto 1385, Jogaila firmò l'unione di Krewo, con la quale promise di cristianizzare la Lituania, sposare Edvige, e suggellare un'unione personale tra la Lituania e la Polonia: nel 1386, completò il percorso abbracciando il cattolicesimo è ricevendo la corona. Skirgaila rimase in qualità di suo reggente in Lituania e, approfittando dell'assenza di Jogaila, Andrej di Polack tornò a rivendicare il trono di Lituania. Durante questo periodo Vitoldo rimase fedele al sovrano polacco (da allora noto come Ladislao II Jagellone), aiutando Jogaila e Skirgaila a sconfiggere Andrej.
Il 28 aprile 1387, dopo la sconfitta di Andrej, Skirgaila ricevette Polack e Trakai, tradendo così la promessa fatta a Vitoldo per la quale avrebbe ricevuto Trakai, mentre Skirgaila Polack. Cercando di compiacere suo cugino, Ladislao II Jagellone gli consegnò Luc'k (ma lasciò un polacco a capo del castello di Luc'k) e Volodymyr-Volyns'kyj: una simile scelta, anziché distendere le relazioni, le inasprì. Allo stesso tempo, mentre Skirgaila esercitava le funzioni dell'assente granduca, continuò a crescere il malcontento dei lituani, i quali mal sopportavano la crescente ingerenza polacca nello stato. Il sentimento più percepibile dell'aristocrazia locale era un profondo scetticismo nella decisione di rendere meno distinte le distinzioni fra la Polonia e la Lituania, sia a livello giuridico che amministrativo. Gli ingannati cavalieri teutonici continuarono a rivendicare la Samogizia e a effettuare scorrerie in vari contesti.
Se si tengono in considerazione tutte queste circostanze, si riesce a comprendere dove Vitoldo ritrovò le forze per convincersi nella sua lotta di potere. Recandosi nello Stato monastico, chiese perdono per il suo comportamento e fece scoppiare un'ulteriore guerra civile con il loro sostegno, terminata solo con il trattato di Astrava del 1392. In esso, Vitoldo si dichiarava disposto ad assistere in futuro Ladislao in cambio di una forte autonomia in Lituania: fu da quel momento che iniziò il suo lungo mandato, durato 38 anni, che gli permise di guadagnarsi, per via della sua oculata gestione e dopo la sua morte, l'appellativo di Vitoldo il Grande.